# Karmaszkali járás
A Karmaszkali járás (oroszul Кармаскалинский район, baskír nyelven Ҡырмыҫҡалы районы) Oroszország egyik járása a Baskír Köztársaságban, székhelye Karmaszkali falu.

## Népesség
- 1970-ben 57 743 lakosa volt, melyből 25 863 tatár (44,8%), 12 289 baskír (21,3%).
- 1989-ben 45 680 lakosa volt, melyből 21 756 tatár (47,6%), 10 471 baskír (22,9%).
- 2002-ben 54 585 lakosa volt, melyből 23 296 baskír (42,68%), 15 811 tatár (28,97%), 8 767 orosz (16,06%), 5 238 csuvas, 586 mordvin, 295 ukrán.
- 2010-ben 51 504 lakosa volt, melyből 20 236 baskír (39,6%), 16 318 tatár (31,9%), 8 418 orosz (16,5%), 4 762 csuvas (9,3%), 481 mordvin, 238 ukrán, 53 mari, 47 fehérorosz, 8 udmurt.

| Lakosok száma | 47 644 | 57 183 | 45 680 | 52 191 | 51 504 | 50 877 | 50 176 | 50 276 | 49 792 | 52 715 |
|               | 1939   | 1970   | 1989   | 2008   | 2010   | 2012   | 2014   | 2016   | 2018   | 2021   |